# Silvester Home Run
Silvester Home Run es un cortometraje alemán en blanco y negro producido en 2008. El director y escritor del cortometraje es Sebastian Bieniek.

## Sinopsis
Una historia sobre gente que no puede comunicarse con los demás. Un padre que no puede hablar con su hijo. Un hijo que no puede hablar con su amigo. Y una madre que opina sobre todo, pero no dice nada importante.

## Festivales de cine

### 2008
- Festival Internacional de Cine de Montreal
- Iris Prize
- Lesbisch Schwule Filmtage Hamburg
- Festival Internacional de Cine de Mar del Plata
- MixBrasil